# Ross Mains

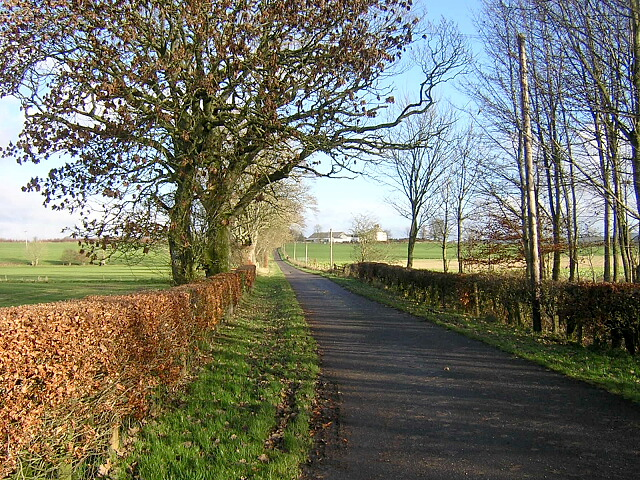
Ross Mains

Ross Mains ist ein Bauernhaus nahe der schottischen Ortschaft Templand in der Council Area Dumfries and Galloway. 1971 wurde das Bauwerk in die schottischen Denkmallisten in der höchsten Denkmalkategorie A aufgenommen.

## Beschreibung
Das frühklassizistische Gebäude stammt aus dem Jahre 1728. Stilistische Details deuten darauf hin, dass es nach einem Entwurf des schottischen Architekten James Smith erbaut worden sein könnte. Der Eingangsbereich weist stilistische Gemeinsamkeiten mit jenem an Craigdarroch House auf, welches William Adam zugeschrieben wird. Das Gebäude ist Teil eines Bauernhofs, dessen Gebäude nicht unter Denkmalschutz stehen. Das Gehöft liegt rund drei Kilometer nordwestlich von Templand nahe dem rechten Ufer des Kinnel Water.
Das Mauerwerk des zweistöckigen Gebäudes besteht aus Bruchstein mit Details aus rotem Naturstein. Die Fassaden sind gekalkt. Die südexponierte Frontseite ist fünf Achsen weit. Der zentrale Eingangsbereich ist mit geschwungenem Bogen und bekrönendem Gesimse auf Kragsteinen gestaltet. Im Tympanon ist das Wappen der Dukes of Queensberry dargestellt. Der Bauteil schließt mit einem Dreiecksgiebel ab. Sockel- und Kranzgesimse sowie rustizierte Ecksteine ornamentieren die Fassaden. Das abschließende steile Walmdach ist mit Schiefer eingedeckt. Firstständig ragen gepaarte Kamine auf. Der einstöckige, rückwärtig abgehende Flügel ist neueren Datums.